# Néstor Mesta Chaires
Néstor Mesta Cháyres, noto anche come Néstor Mesta Chaires o Néstor Chaires, (Ciudad Lerdo, 26 febbraio 1908 – Città del Messico, 29 giugno 1971), è stato un tenore messicano acclamato e un noto interprete di canzoni spagnole e musica romantica messicana e bolero sui palcoscenici di tutto il mondo. Fu grandemente elogiato per le sue interpretazioni artistiche delle opere di Agustín Lara e María Grever.

## Biografia
Néstor Mesta Cháyres nacque da Florentino Mesta e Juana Cháyres in una famiglia che comprendeva altri sei bambini: Juanita, María Luise, Herminia, Óscar, Jesús e Margherita nella città di Lerdo, in Messico. I suoi primi studi musicali gli furono impartiti da un insegnante locale e da un organista nella chiesa parrocchiale. In gioventù era anche conosciuto per aver cantato in una registrazione di Caro Nome dell'opera Rigoletto di Giuseppe Verdi. Mentre era ancora al liceo, dimostrò un'attitudine vocale eccezionale che gli valse diversi premi. Dopo la morte di suo padre nel 1925, ottenne una borsa di studio al Conservatorio Nazionale di Musica di Città del Messico. I suoi studi comprendevano teoria musicale, armonia, contrappunto e canto con Lambert Castañeros, che aveva cantato al Teatro alla Scala di Milano.
La carriera professionale di Néstor inizia nel 1929 nel centro artistico della capitale messicana con canzoni di Jorge del Moral e Agustín Lara presso l'Anfiteatro Bolivár presso la National Preparatory School. Raggiunse presto il successo nella stazione radio X.E.B. di Città del Messico, dove continuò ad esibirsi per quattro anni. Nel 1933 lanciò una tournée con il pianista Jorge del Moral a L'Avana, Cuba, dove eseguì il valzer Divina Mujer in vari teatri. Apparve anche in tre concerti di gala per il Presidente della Repubblica durante il suo tour di due mesi nell'isola. Dopo il ritorno a Città del Messico nel 1934 registrò anche diverse canzoni tra cui: Morena (Jorge del Moral) e Rocío (Alfonso Espara Oteo).

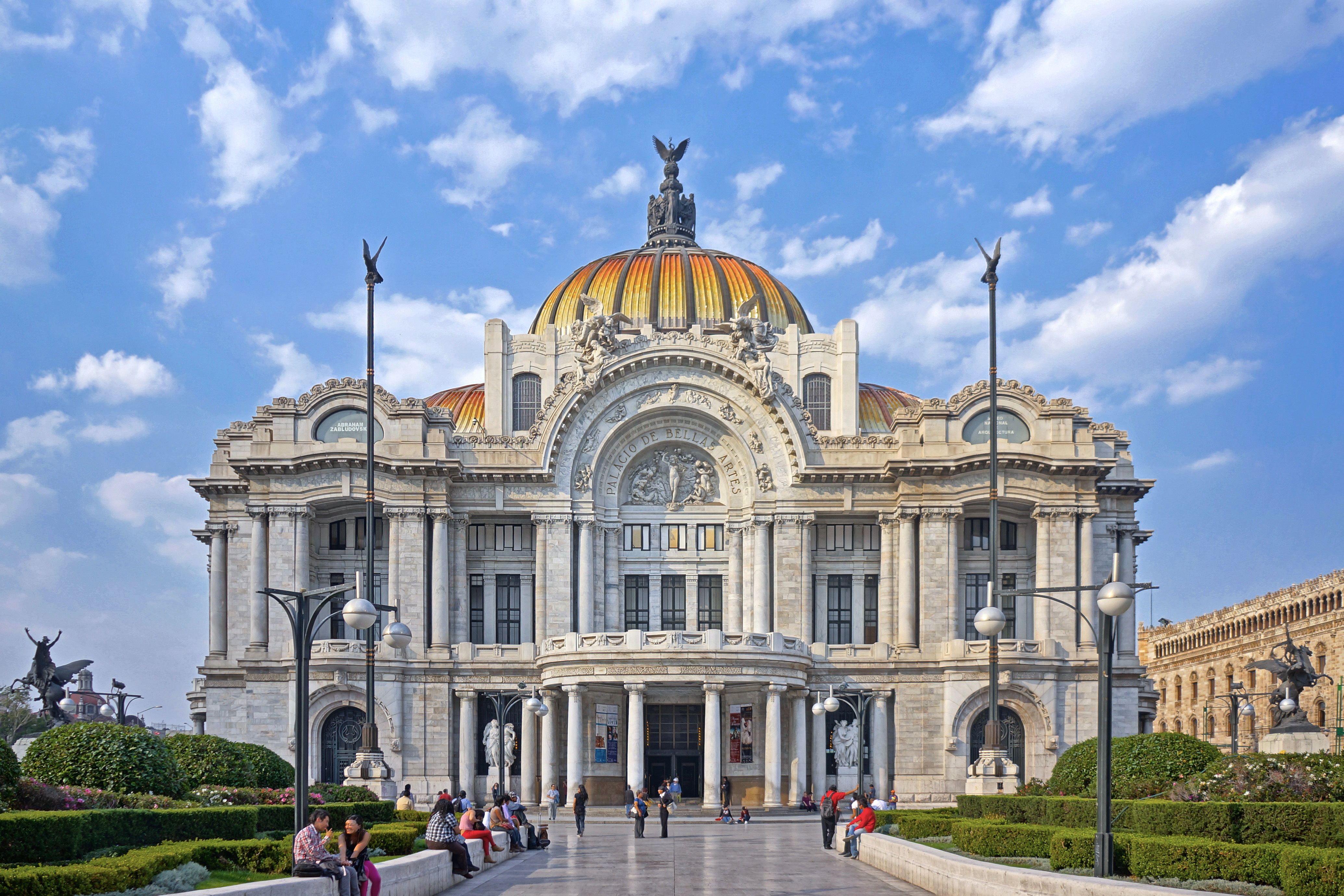
Palacio de Bellas Arts, Città del Messico

All'inizio degli anni '40, Cháyres aveva raggiunto una vasta notorietà in tutto il Messico. Ben presto collaborò con la Sypmphony Orchestra del Messico in un concerto al prestigioso Palace of Fine Arts di Città del Messico nel 1943. Questo fece da palcoscenico al debutto di Néstor a New York alla radio per la WABC, sotto la direzione di Andrej Kostelanec ed un successivo concerto con la Philadelphia Orchestra. Nei primi anni '40 suonò anche regolarmente al night club Havana Madrid di New York con l'approvazione della critica.
Cháyres entrò nello staff della Columbia Broadcasting System (CBS Radio) nel 1943 sotto la direzione musicale di Alfredo Antonini come solista principale nel programma radiofonico Viva América, collaborando con il fisarmonicista John Serry Sr. e Elsa Miranda (cantante) e Terig Tucci (compositore). Continuò a collaborare con Antonini su ulteriori trasmissioni live radiofoniche per Voice of America e il Dipartimento di Stato della International Broadcasting and Cultural Affairs (Ufficio del Coordinatore degli affari inter-americani) negli anni successivi.  Queste esibizioni hanno contribuito a introdurre la musica latinoamericana e il bolero messicano in un vasto pubblico in tutti gli Stati Uniti negli anni '40. Diverse registrazioni sono state prodotte anche in collaborazione con Antonini e la sua orchestra in questo periodo su Decca Records, tra cui i boleros: Noche de Ronda (23770 B) e Granda (23770 A). Le sue registrazioni in America del Nord e del Sud per la RCA Victor hanno caratterizzato le collaborazioni con l'Orquesta Radio Caracas e l'Orquesta Gonzalo Cervera. Comprendevano: Princesita (# 90-0595-A), Todo Mi Ser (# 90-0595-B), Manolete (# 23-0853-A) e Silverio (# 20-0853-B).

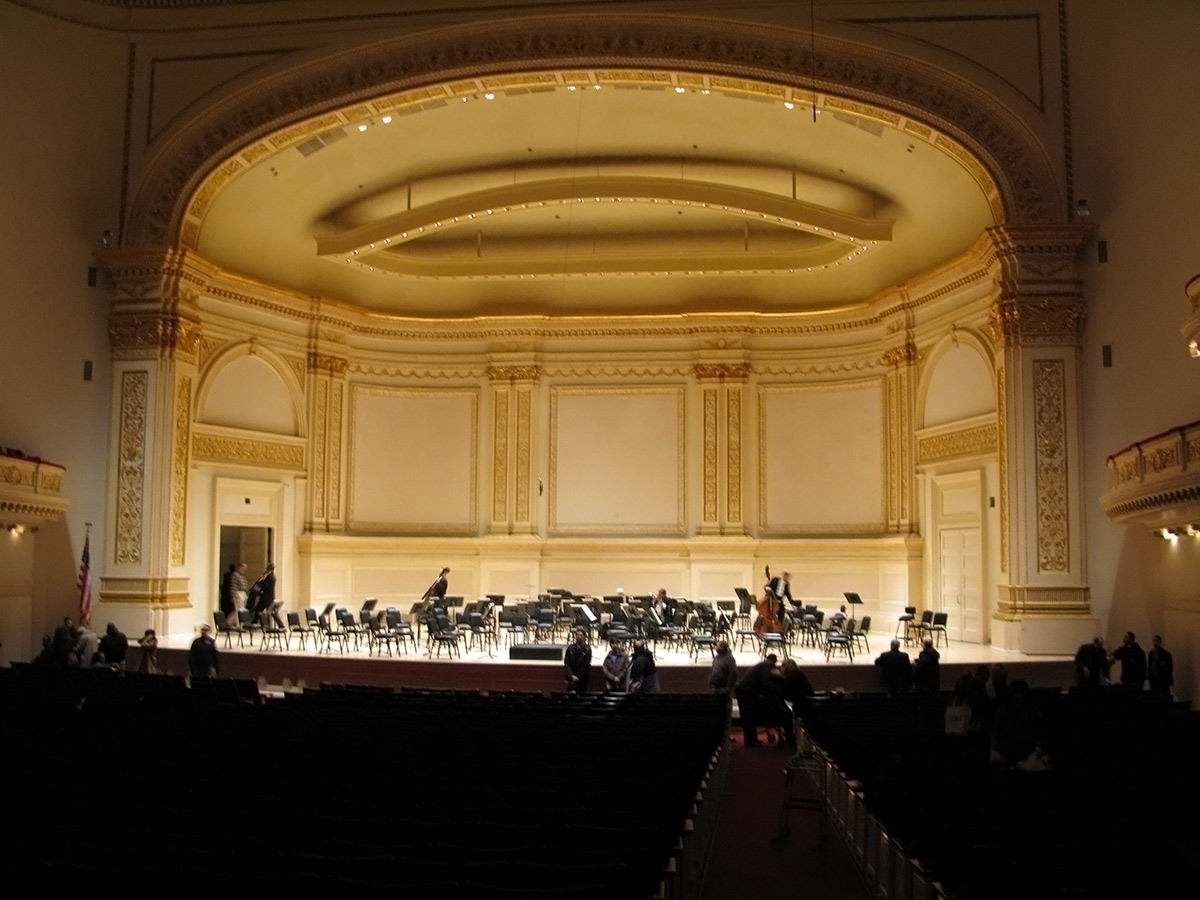
Carnegie Hall, New York City

Néstor si è anche esibito regolarmente sulla rete radio NBC durante questo periodo. Fece un concerto per la prima volta nello storico municipio di New York nel 1945 e tre anni dopo tornò per un nuovo spettacolo. Successivamente, ha collaborato ancora una volta con Alfredo Antonini dirigendo la New York Philharmonic per un concerto di gala Night of the Américas alla Carnegie Hall nel 1946.
Sulla base dei risultati raggiunti gli furono proposti moltissimi concerti internazionali, compresa un'apparizione con la Montréal Philharmonic Orchestra in Canada nel 1946. Durante la tournée in Sud America si esibì in Perù, Colombia, Venezuela, Cile e Argentina. Tornò in Messico per un concerto alla presenza del presidente Miguel Alemán Valdés nel 1947. Nel 1949 si unì ai musicisti della Chicago Opera House e si esibì in tutta Europa: Francia, Olanda, Norvegia, Danimarca, Inghilterra e Spagna. A Madrid, eseguì le Sette canzoni di Manuel de Falla con grande successo. Il suo ultimo tour negli Stati Uniti e in Canada fu completato nel 1950. Tornato a Città del Messico, sposò sua moglie Peggy Satanon che aveva "scoperto" Cháyres durante un recital al Palazzo delle Belle Arti.
Nel 1951 la carriera artistica di Néstor fu interrotta dalla tragica morte di sua madre in un incidente automobilistico. Cháyres sospese le sue apparizioni concertistiche per oltre dieci anni, ma apparve nel film Cuando me vaya nel 1954 in collaborazione con attori come Libertad Lamarque, Miguel Torruco, Julian de Meriche e gli altri cantanti Juan Arvizu e Alfonso Ortiz Tirado. Questa biografia cinematografica della scrittrice messicana María Grever ottenne due Ariel Awards in Messico nel 1955. Tornò in televisione nel 1968 per un'apparizione in l'Ora di Paco Malgesto e nel 1969 in The Golden Hour of the W. La sua ultima apparizione in televisione è avvenuta nel 1970 nello show 24 Hours.

### Stile esecutivo
Nel corso della sua carriera professionale, i critici della rivista Billboard hanno applaudito Néstor Mesta Cháyres per una emissione potente, eccitante e drammatica che soddisfaceva il suo pubblico. Fu anche elogiato per il calore e la tenerezza delle sue interpretazioni. I critici hanno anche preso atto della sua bella e piena voce di tenore e della sua capacità di interpretare le melodie popolari gitane messicane con fuoco e passione.
Le interpretazioni artistiche di Néstor Mesta Cháyres di canzoni come Murcia, Toledo, Clavel Sevilliano, Granada e la Suite Español di Agustín Lara gli valsero l'amato titolo: "El Gitano de Mexico" ("Il Gitano del Messico"). Fu spesso paragonato favorevolmente ai tenori eccezionali del suo tempo, tra cui: Juan Arvizu, Luise G. Roldán, Tito Schipa e Alfonso Ortiz Tirado.

### Morte
Néstor Mesta Cháyres è scomparso nel 1971 a Città del Messico dopo aver subito un attacco cardiaco all'età di 63 anni. La sua eredità musicale comprende una vasta collezione di registrazioni delle opere di Agustín Lara e María Grever.

## Discografia
- Alma Mia - RCA Victor (Catalogo n. 23-1232-B) Nestor Chayres e the Orquesta de Henri Rene Esegue la canzone di Maria Grever (19??)[36]
- Buenas Noches Mi Amor - Néstor Cháyres y El Trio del Mar - Néstor Cháyres esegue una canzone con a chorus e orchestra.[37][38]
- Cara Piccina - Victor (Catalogo n. 25-7092-B) Nestor Chayres e orchestra perform the song (19??)[39]
- Cuando Vuelva A Tu Lado - Néstor Mesta Cháyres esegue con organ, piano e orchestra[40][41]
- El Relicario - Decca (Catalogo n. 50017 A) - Nestor Chayres e l'Alfredo Antonini Orchestra Esegue la canzone di Jose Padilla Sanches (19??)[42]
- Gitanillo - Victor (Catalogo n. 23-1379) - Nestor Chayres esegue la canzone Paso Doble (1949)[43]
- Granada - Decca (Catalogo n. 23770 A) - Néstor Cháyres e l'Alfredo Antonini Orchestra esegue una canzone di Agustín Lara (1946)[44]
- Hoy No Quisiera Vivir- Victor (Catalogo n. 23-0956) - Nestor Chayres esegue il bolero con la Radio Caracas Orchestra (1948)[45]
- Hoy No Quisiera Vivir - Victor (Catalogo n. 23-0956-A) Nestor Chayres e La Orquesta de La Radio Caracas esegue il bolero da Avelino Munez (19??)[46]
- La Guapa - RCA Victor (Catalogo n. 23-1349-A) Nestor Chayres e Orquesta Gonzalo Cervera perform a paso doble da Luis Arcaraz (19??)[47]
- La Morena De Me Copla - Decca (Catalogo n. 50015 A) - Nestor Chayres e l'Alfredo Antonini Orchestra Esegue la canzone di Carlos Castellano (19??)[48]
- La Vida Castiga - Victor (Catalogo n. 23-0787-B) Nestor Chayres e orchestra Esegue la canzone di A. Mucieste (19??)[49]
- Lamento Gitano - Decca (Catalogo n. 50015) - Nestor Chayres e l'Alfredo Antonini Orchestra (195?)[50]
- Libreme Dios - Victor (Catalogo n. 23-1027) - Nestor Chayres esegue il bolero - Record review (1949)[51]
- Macarenas - RCA Victor (Catalogo n. 23-5347-A) - Nestor Chayres e la Vier Fidazzini Orchestra performing the bolero (19??)[52]
- Manolete - RCA Victor (Catalogo n. 23-0853-A) - Néstor Cháyres e Orcehstra Radio Caracas esegue una canzone (Paso Doble) di Manuel Álvarez Maciste (194?)[53]
- Mucho Mas -  Victor (Catalogo n.23-1027) - Nestor Chayres esegue la rumba bolero da María Grever - Record review (1949)[54]
- Nestor Chaires - RCA de Venezuela - Néstor Cháyres performing in Caracas, Venezuela (1965?)[55]  Elenco di selezioni musicali: Somos Differentes, Hoy No Quisiera Vivir, Rocio, Por Eso Si Te Digo, Asi, No Espero Nada de Ti
- Nestor Chayres - Romantic Songs of Latin America - Decca Records (Catalogo n. A 507) - Néstor Cháyres con l'Alfredo Antonini Orchestra (1947, 1950)[56][57] Elenco di selezioni musicali: La Morena de mi Copla - Carlos Castellano Gómez, Lamento Gitano - María Grever, Granada - Agustín Lara, Noche de Ronda - Agustín Lara, El Relicario- José Padilla Sanchez, Oración Caribe - Agustín Lara, Princesita - José Padilla Sanchez, Ay, Ay, Ay - Osmán Pérez Freire
- Nestor Chayres Canta - SMC-Proarte - Néstor Cháyres con the Alfredo Mendez Orchestra esegue canzoni di Agustín Lara (196?)[58] Elenco di selezioni musicali: Arráncame la Vida - Agustín Lara, Farolito - Agustín Lara, Santa - Agustín Lara, Pregon de las Flores - Agustín Lara, Mirame - Agustín Lara, Mi Rival - Agustín Lara, Españolerias - Agustín Lara, Piensa En Mi - Agutín Lara
- Ni de Día, Ni de Noche - Barcelona Company of Gramophone Odeon (# OKA 1526) - Néstor Cháyres esegue una canzone di María Grever con orchestra (1950)[59]

- No Espero Nada De Ti - Victor (Catalogo n. 23-1315-B) Nestor Chayres canta this beguine da Maria Grever.(19??)[60]
- No Te Vayas - Victor (Catalogo n. 23-0899) -  Nestor Chayres esegue una ballata con la Radio Caracas Orchestra (1948)[61]
- Noche de Mar - Barcelona Company of Gramophone Odeon  (Catalogo n. OKA 1525) - Néstor Cháyres esegue una canzone di José Reyna con orchestra (1950)[62]

- Noche de Ronda -  Decca (Catalogo n. 23770 B) - Néstor Cháyres e l'Alfredo Antonini Orchestra esegue una canzone da Agustín Lara (1946)[63]
- Oracion Caribe - Decca (Catalogo n. 50017) - Nestor Chayres e l'Alfredo Antonini Orchestra Esegue la canzone di Agustín Lara (19??)[64]
- Por Eso Si Te Digo - Victor (Catalogo n. 23-0956-B) Nestor Chayres e La Orquesta de La Radio Caracas perform this song da Lois Blou (19??)[65]
- Por Eso Si Te Digo - Victor (Catalogo n. 23-0956) - Nestor Chayres esegue il bolero con la Radio Caracas Orchestra (1948)[66]
- Pobre Corazon - Victor (Catalogo n. 23-0899) - Nestor Chayres esegue il bolero con la Radio Caracas Orchestra (1948)[67]
- Porque Te Quiero - RCA Victor (Catalogo n. 23-1349-B) Nestor Chayres e La Orquesta Gonzalo Cervera esegue il bolero paso doble (19??)[68]
- Princesita  - RCA Victor (Catalogo n. 90-0595-A) - Néstor Cháyres e Isidor Handler Orchestra esegue una canzone di M. E. Palomero (1947)[69][70]
- Qué Me Importa - Barcelona Company of Gramophone Odeon (# OKA 1527) - Néstor Cháyres esegue una canzone di Mario Fernández Porta con orchestra (1949)[71]
- Rayito De Luna - RCA Victor (Catalogo n. 23-1232-A) Nestor Chayres e Orquesta De Henri Rene esegue bolero da Chucho Navarro (19??)[72]
- Rocio - Victor (Catalogo n. 23-1379) - Nestor Chayres esegue la canzone Paso Doble (1949)[73]
- Seven Spanish Folk Songs - Kingsway - Néstor Cháyres con il pianista Fritz Kramer esegue musica di Manuel de Falla (195?)[74]  Elenco di selezioni musicali: El Paño Moruno - Manuel de Falla, Seguidilla Murciano - Manuel de Falla, Asturiana - Manuel de Falla, Jota - Manuel de Falla, Nana - Manuel de Falla, Cancion - Manuel de Falla, Polo - Manuel de Falla, Mi Pobre Reja - Spanish folk song, Del Cabello mas Sutil - Spanish fok song, La Partida - Spanish folk song, Copla - Spanish folk song, Clavelitos - Spanish folk song, Mi Maja - Spanish folk song, A Granada - Spanish folk song, Hableme de Amores - Spanish folk song, Greinas - Spanish folk songs
- Silverio - Barcelona Company of Gramophone Odeon (Catalogo n. OKA 1528) - Néstor Cháyres esegue una canzone di Agustín Lara con orchestra (1949)[75]
- Silverio - RCA Victor (Catalogo n. 23-0853-B) - Néstor Cháyres con l'Orcehstra Radio Caracas esegue una canzone (Paso Doble) di Agustín Lara (194?)[76]
- Te Espero - Victor (Catalogo n. 90-0599-B) - Nestor Chayres e Orchestra esegue una canzone (19??)[77]
- Todo Mi Ser - RCA Victor (Catalogo n. 90-0595-B) - Néstor Cháyres e Isidor Heler Orchestra esegue una canzone (Bolero) di María Grever (1947)[78][79]
- Torna Piccina - Victor (Catalogo n. 25-7092-A) - Nestor Chayres e Orchestra esegue (19??)[80]
- Tus Lindos Ojos - Victor (Catalogo n. 90-0599-A) Nestor Chayres e orchestra Esegue la canzone di Luis Alvarez (19??))[81]
- Tu Valsecito - RCA Victor (Catalogo n. 23-5347-B) Nestor Chayres e Vieri Fidazini Orchestra Esegue la canzone di Francisco Flores (19??)[82]

## Filmografia
- Cuando me vaya (1954) - Néstor Chaires nei panni di se stesso[24][25][26]
- O Grande Amor De María Grever 1954 Leg -  Néstor Chayres nei panni di se stesso[83]